# Sh2-155
Sh2-155, anglicky známá jako Cave Nebula (mlhovina Jeskyně) nebo také Caldwell 9, je slabá a velmi rozsáhlá emisní mlhovina v souhvězdí Cefea. Mlhovina je součástí většího souboru emisních, reflexních a temných mlhovin. Jako mlhovina Jeskyně byla dříve nazývána i jiná mlhovina v souhvězdí Cefea, která má označení Ced 201. Sh2-155 je ionizovaná oblast HII, ve které probíhá tvorba hvězd. Od Země je vzdálená 2 740 světelných let (dřívější odhady byly kolem 2 400 světelných let).
Mlhovina byla poprvé zaznamenána jako galaktická emisní mlhovina ve druhém rozšířeném vydání Sharplessova katalogu, ve kterém bylo poznamenáno, že je součástí mnohem větší OB asociace s názvem Cepheus OB3. Sh2-155 leží na severozápadním okraji molekulárního mračna Cepheus B a ionizují ji mladé hvězdy z asociace Cepheus OB3,
zejména hvězda HD 217086, jejíž záření stlačuje hmotu v okolním prostředí a spouští tak tvorbu nových hvězd. Myšlenku spuštěné tvorby hvězd podpořil i výzkum provedený pomocí rentgenové observatoře Chandra a Spitzerova vesmírného dalekohledu, který odhalil, že mladé hvězdné objekty před mračnem Cepheus B mají stáří postupně narůstající se vzdáleností od mračna.
Mlhovina se nachází ve východní části souhvězdí, 4° jižně od hvězdy s magnitudou 3,5 ι Cephei a 3,5° západně od otevřené hvězdokupy Messier 52. Název mlhoviny je odvozen od tmavé oblasti na východní straně, která je ohraničená světlou emisní mlhovinou, takže při pohledu dalekohledem vypadá jako hluboká jeskyně. Objekt je pro vizuální pozorování poměrně obtížný, ale fotograficky dává velmi působivé snímky a pod tmavou oblohou je možné pomocí středně velkého dalekohledu rozeznat její nejjasnější části.